# Cadillac Seville
Cadillac Seville war die Bezeichnung mehrerer Pkw-Modellserien der Automobilmarke Cadillac vom US-amerikanischen Automobilhersteller General Motors (GM), die zwischen Frühjahr 1975 und Ende 2003 hergestellt wurden.
Die Seville-Serie waren vergleichsweise kompakte Luxusfahrzeuge, die kleiner als die Fahrzeuge der DeVille-Baureihe waren, gleichzeitig aber zu erheblich höheren Preisen angeboten wurden. Sie waren technisch jeweils mit anderen Konzernfahrzeugen verwandt, sollten aber durch individuell gezeichnete Karosserien den Eindruck der Eigenständigkeit erwecken.

## Vorläufer: Eldorado Seville (1956–1960)

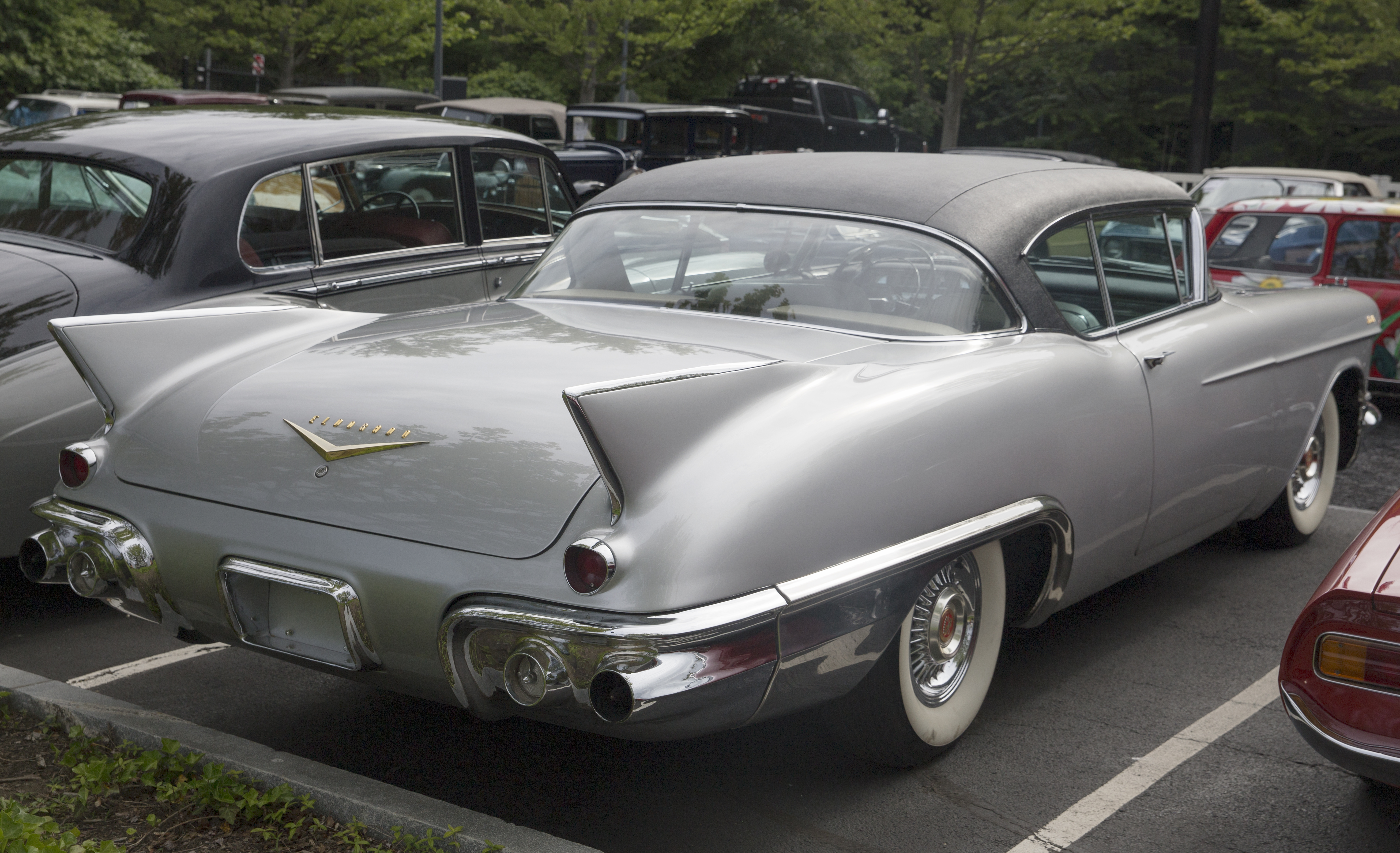
Cadillac Eldorado Seville (1958)

In den 1950er-Jahren bezeichnete der Name Seville die Hardtop-Version des Cadillac Eldorado.
Zum Modelljahr 1953 hatte Cadillac das hochpreisige Cabriolet Eldorado herausgebracht, das auf der offenen Variante des Cadillac Series 62 basierte, sich aber durch eine im Detail veränderte und höherwertige Ausstattung vom Basismodell abhob. In den folgenden Jahren nahm der Eldorado üblicherweise das Karosseriedesign von Cadillacs Standardmodellen um jeweils ein Jahr vorweg, d. h. das Eldorado-Design wurde im Folgejahr auf die übrigen Cadillac-Modelle übertragen.
1956 stellte Cadillac dem Eldorado Cabriolet ein zweitüriges Coupé mit Hardtop an die Seite. Das Cabriolet erhielt daraufhin zur Verbesserung der Binnendifferenzierung die Bezeichnung Eldorado Biarritz, die sich an den im französischen Baskenland gelegenen Badeort Biarritz anlehnte, während das vom Cabriolet abgeleitete Hardtop-Coupé als Eldorado Seville bezeichnet wurde. Der Eldorado Seville wurde zum gleichen Preis verkauft wie der Eldorado Biarritz. Er war regelmäßig erfolgreicher als das Eldorado Biarritz Cabriolet: Von der geschlossenen Version entstanden 1956 fast doppelt so viele Exemplare wie vom Cabriolet. Mit dem Modellwechsel 1957 glichen sich die Verkaufszahlen beider Versionen beinahe an, allerdings lag der Seville sowohl 1957 (2100 Fahrzeuge) als auch 1958 (855 Exemplare) noch immer leicht vor dem Biarritz. Die letzte Eldorado-Seville-Generation erschien im Modelljahr 1960. Danach setzte Cadillac nur noch die Produktion des offenen Eldorado fort, der bis 1964 weiterhin die – nunmehr eigentlich unnötige – Zusatzbezeichnung Biarritz trug.

## Modelljahr 1975–1979
Die erste Generation des Cadillac Seville kam im Mai 1975 auf den Markt. Der Seville war der kleinste Cadillac seit Ende des Zweiten Weltkriegs. Er war eine Reaktion auf den Ausbruch der Ersten Ölkrise 1973 und den damit zusammenhängenden Erfolg der kompakten, aber luxuriösen Importmodelle von Mercedes-Benz und BMW. Der Seville war unterhalb der Full-Size-Modelle der DeVille- bzw. Fleetwood-Brougham-Baureihe positioniert. Er konkurrierte vor allem mit dem Mercedes-Benz „Strich Acht“ und der BMW E3. In der frühen Planungsphase hatte General Motors erwogen, diese Marktnische durch eine Importversion des deutschen Opel Diplomat B zu füllen, der im Wege des Badge Engineering in den USA als Cadillac vermarktet werden sollte. Wirtschaftliche Gründe sprachen aber dafür, ein eigenes kleines Cadillac-Modell zu entwickeln, das auf technische Komponenten des amerikanischen GM-Baukastens zurückgreifen konnte.
Technisch basierte die erste Seville-Generation auf der technisch anspruchslosen konzerneigenen X-Plattform, die die seit 1968 in amerikanischen Mittelklasse-Fahrzeugen wie dem Chevrolet Nova zum Einsatz kam. Er hat eine selbsttragende Karosserie mit vorderen und hinteren Hilfsrahmen, die dem Nova entliehen waren. Die vorderen Räder sind einzeln aufgehängt und haben Schraubenfedern; hinten gibt es eine Starrachse mit Blattfedern vom Chevrolet Nova. Vorne wurden durchgängig Scheibenbremsen verbaut, hinten waren in den ersten beiden Jahren noch Trommelbremsen vorgesehen. Standardmotorisierung war ein 350 cui (5735 cm³) großer Ottomotor mit acht Zylindern in V-Anordnung, der von Oldsmobile bezogen wurde und eine von Cadillac und Bendix entwickelte Benzineinspritzung hatte. Seine Leistung lag anfänglich bei 180, ab 1978 bei 170 SAE-PS. Ab 1978 war gegen einen Aufpreis 2.286 US-$ ein Achtzylinder-Dieselmotor von Oldsmobile mit 5,7 Litern Hubraum erhältlich, der 127 SAE-PS leistete.
Die Karosserie war ein Entwurf des von Stanley F. Parker geleiteten Cadillac-Designteams. Das Design hat keine Bezüge zu den zeitgenössischen Full-Size-Cadillacs. Der Seville ist betont glattflächig und eckig gestaltet und hat weniger Chromschmuck als die anderen Cadillac-Modelle. Nahezu kein Teil der sichtbaren Karosseriebleche ist mit anderen Cadillac- oder General-Motors-Modellen austauschbar. Einige Designmerkmale des Seville wurden zu Trendsettern. Das glattflächige, schnörkellose Karosseriedesign wurde in den folgenden Jahren nicht nur von Cadillacs verkleinerter Full-Size-Reihe übernommen, sondern auch von anderen Herstellern.
Der Cadillac Seville war – abgesehen von den langen Repräsentationslimousinen – Cadillacs teuerstes Serienmodell und übertraf den Fleetwood Eldorado noch einmal um etwa 2.000 US-$. Sonderserien wie der Seville Elegante und der Seville Gucci Edidion waren noch einmal deutlich teurer. In annähernd fünf Jahren entstanden insgesamt 218.659 Sevilles. Mit einer Jahresproduktion zwischen 43.772 (1976) und 56.985 (1978) Fahrzeugen war der Seville das am schwächsten verbreitete Cadillac-Modell. Dennoch war das Auto ein Erfolg. Der Seville zeigte, dass sich kleinere, luxuriös ausgestattete Autos aus amerikanischer Produktion gut verkaufen ließen und bereiteten damit den Downsizing-Prozess vor, den Cadillac 1977 mit den Volumenmodellen der DeVille- und Fleetwood-Brougham-Reihe vollzog.
Im Iran wurde der Seville von Pars Khodro aus CKD-Bausätzen zusammengebaut; das Auto hieß dort Cadillac Iran oder Cadillac Civil.

## Modelljahr 1980–1985
Der Seville der zweiten Generation wies ein deutlich auffälligeres Design auf als sein Vorgänger, wobei vor allem die Heckpartie polarisierte. Dieser Seville besaß Frontantrieb und entsprach unter dem Blech weitgehend dem damaligen Cadillac Eldorado. Die Einführung begann im Herbst 1980.
Die Form des zweiten Seville war von Wayne Kady geschaffen worden und sollte dem scheidenden General-Motors-Chefdesigner William Mitchell ein Denkmal setzen. Die hintere Dachlinie fiel stark ab. Zugleich war der Kofferraum nach der Art britischer Oberklasselimousinen gleichsam aufgesetzt. Cadillac zitierte dabei das sogenannte Razor Edge Design, das in den späten 1930er-Jahren bei britischen Oberklassefahrzeugen weit verbreitet war, sowie die Empress Line des britischen Karosseriebauunternehmens Hooper. Das Design war umstritten, wirkte aber in der US-Oberklasse vorübergehend stilbildend – sowohl der 1982 eingeführte kleine Lincoln Continental als auch der Chrysler Imperial hatten ähnlich gezeichnete Heckpartien. Unterstützt wurde die ungewöhnliche Linienführung des Seville vielfach durch eine Zweifarbenlackierung.
Angeboten wurde der Seville mit einem 5,7-l-V8-Dieselmotor (78 kW, 1980–1985), dem hauseigenen 6,0-l-V8-Ottomotor (104 kW, nur 1980), der sogenannten „V8-6-4“-Variante des Sechslitermotors (108 kW, nur 1981), Cadillacs neuem 4,1-l-V8-Motor (93–101 kW, 1982–1985) und einem ebenfalls 4,1 Liter großen V6-Motor von Buick (93 kW, 1981/82).

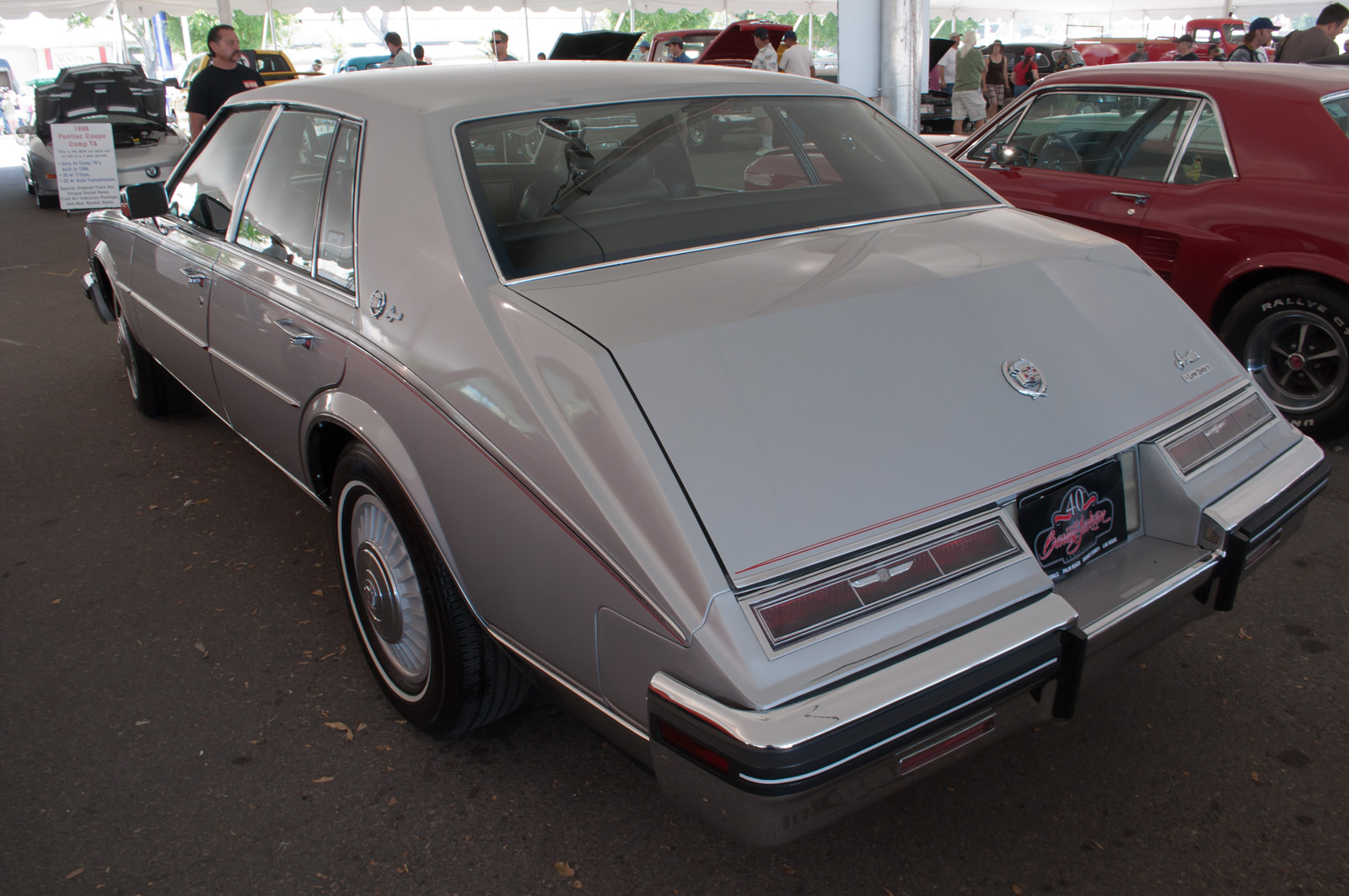
Heck mit ungewöhnlich abfallendem Kofferraum

Technische Neuerungen wie die elektrische Kofferraum-Zuziehhilfe oder der elektronische Tacho unterstrichen Cadillacs Status als Innovationsführer, der anfällige „V8-6-4“-Motor, bei dem die Zylinderabschaltung den Benzinverbrauch senken sollte, scheiterte indes an technischen Problemen und wurde nach nur einem Jahr wieder aus dem Programm genommen.
Vom Seville der zweiten Generation verließen 198.000 Stück die Bänder.

## Modelljahr 1985–1991
Zum Herbst 1985 hatte sich der Seville grundlegend verändert. Hier sei die konservative Form mit wuchtigem Heck und steiler Heckscheibe genannt. Dazu war die gesamte Karosserie noch kompakter geworden. Dies wurde dadurch möglich, dass der Seville das erste Serienauto der Welt mit quer eingebautem V8-Motor war. Hubraum und Leistung dieser dritten Seville-Generation wuchsen ständig; auf den 4,1-l-V8-Motor der 1986/1987 (97 kW) folgte 1988/1989 ein 4,5-l-V8-Motor mit 115 kW, der 1990 auf 135 kW gebracht wurde, und schließlich 1991 ein 4,9-l-V8-Motor mit 149 kW.

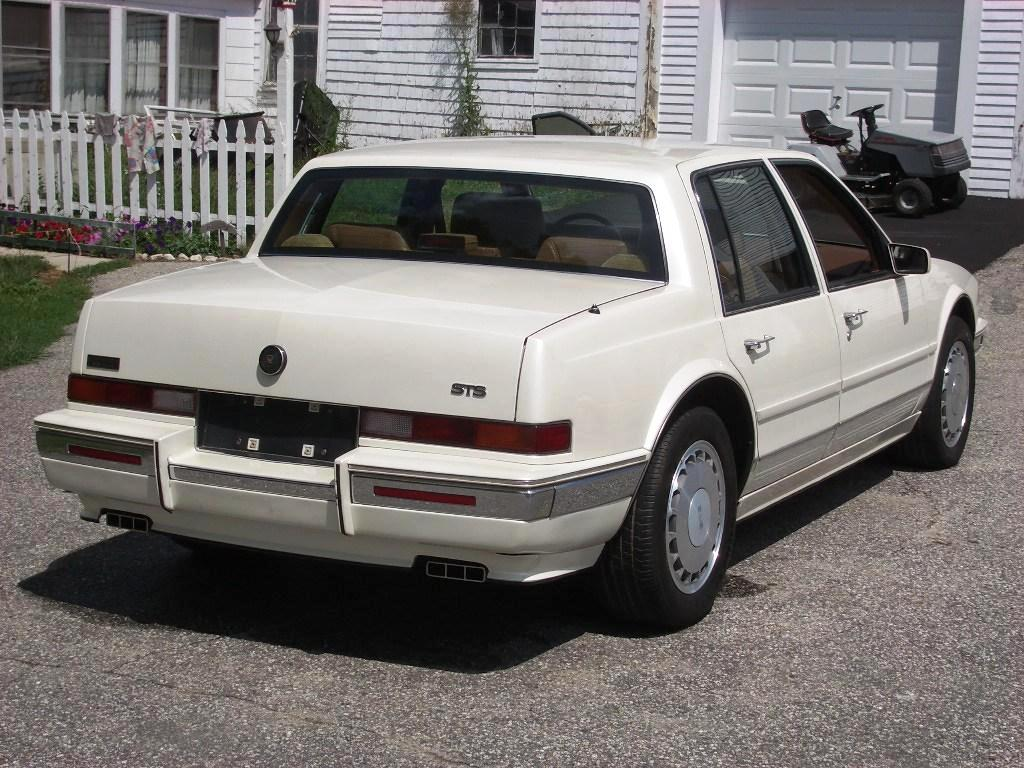
Heckansicht

Ab 1988 war der Seville mit dem Sport-Touring-Sedan-Paket (kurz STS) lieferbar, das mit strafferem Sportfahrwerk für eine bessere Straßenlage sorgte und beim Nachfolger den Status einer eigenständigen Modellvariante erlangte.
Der amerikanischen Klientel war der auf gut 4,80 m geschrumpfte Seville wohl eine Nummer zu klein; der Absatz schrumpfte weiter auf insgesamt 142.000 Exemplare.

## Modelljahr 1991–1997
Der Seville der vierten Generation wuchs beträchtlich, auf eine Gesamtlänge von 5192 mm, und präsentierte sich mit einem sehr modernen, europäisch anmutenden Karosseriedesign. Mit diesem Modell wollte Cadillac das Bild der Marke modernisieren. Das Design des Wagens basiert auf der 1988 vorgestellten Studie Cadillac Voyage.
Im Programm standen die Versionen Seville Luxury Sedan (kurz SLS), die 1992/93 noch von dem bekannten 4,9-l-V8-Motor mit 149 kW (203 PS), 1994 bis 1997 von einer 204 kW (278 PS) starken Variante des Northstar-V8-Motor angetrieben wurde, und der Seville Touring Sedan (STS) mit dem 149-kW-Triebwerk (nur Modelljahr 1992) bzw. dem 4,6-l-Northstar-Motor, der hier auf 224 kW (304 PS) kam. Besonderes Kennzeichen dieser Seville-Generation war der Frontantrieb mit einer automatischen Sperre. Die Sitzposition konnte deswegen für eine Limousine ungewöhnlich tief gehalten werden.
In der Cadillac-Modellhierarchie galt der Seville mit einer Länge von 5,19 Metern als Kompaktwagen, deswegen wurde er in einem 1996 von Auto Motor und Sport durchgeführten Dauertest als fast europäisch beschrieben. Ausstattungsmerkmale wie selbst einschaltende Scheinwerfer, automatisch lösende Fußfeststellbremse, selbst schließender Kofferraum, automatisch abblendender Innenspiegel zählten schon damals zu den Grundausstattungen eines Cadillac Seville.
In Europa wurde der Seville wegen seiner Ausmaße mit gängigen Oberklasselimousinen verglichen und wegen der möglichen hohen Autobahngeschwindigkeit nur in der leistungsstärksten und bestausgestatteten Version STS angeboten. Diese verfügte über ein verstärktes Getriebe sowie Ölkühler für Motor, Getriebe und Servolenkung. Die leistungsschwächere Version SLS hatte weniger Ausstattung und eine Abregelung bei 200 km/h. Die Verkaufszahlen  des Seville lagen unterhalb derer der deutschen Konkurrenz (Mercedes-Benz S-Klasse, BMW 7er).  In Nordamerika hingegen, preislich oberhalb des Cadillac DeVille positioniert, konnte er beachtliche Verkaufserfolge vorweisen.

Vom Seville der vierten Generation produzierte Cadillac insgesamt 247.000 Exemplare.

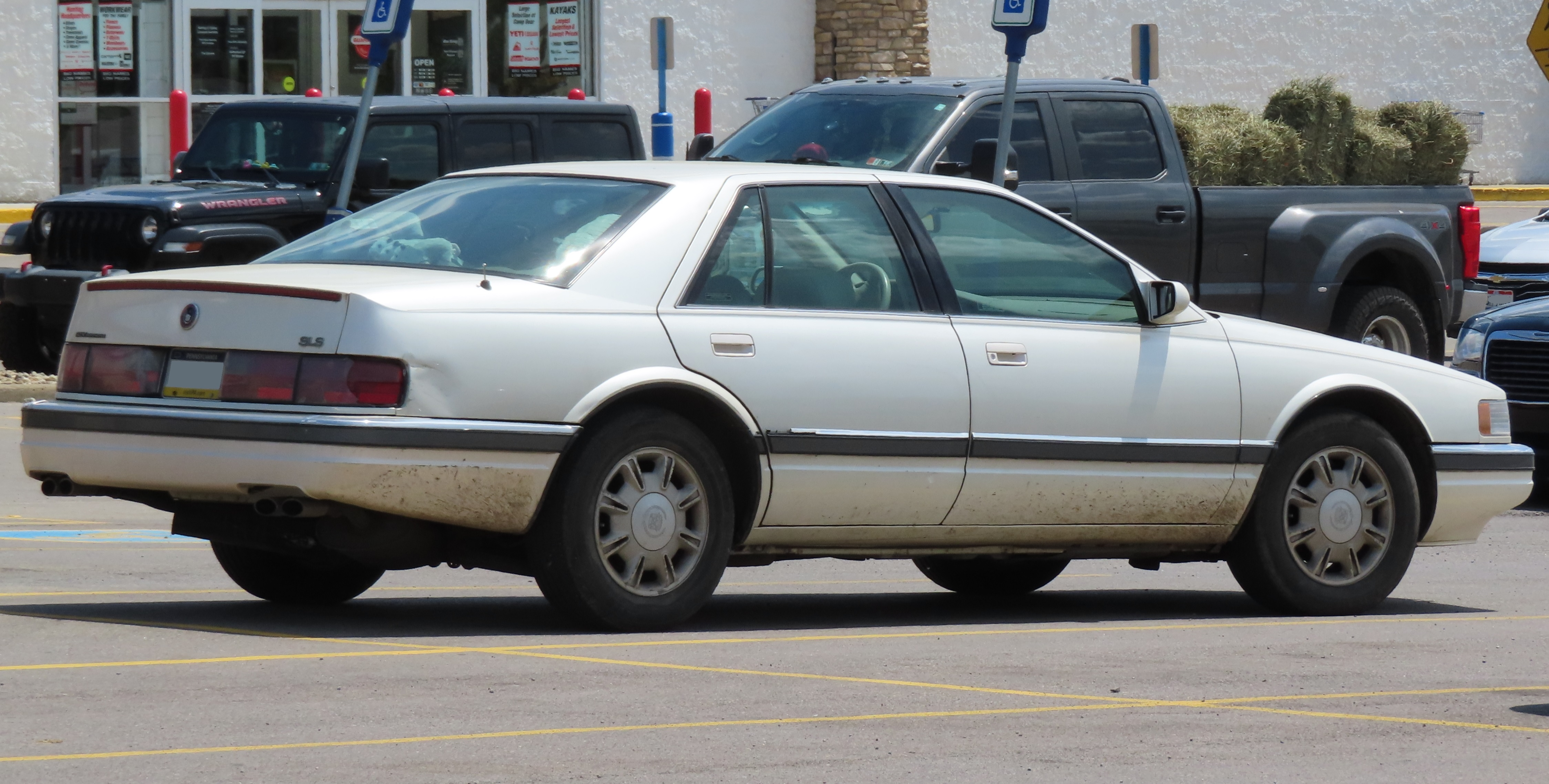
Heckansicht
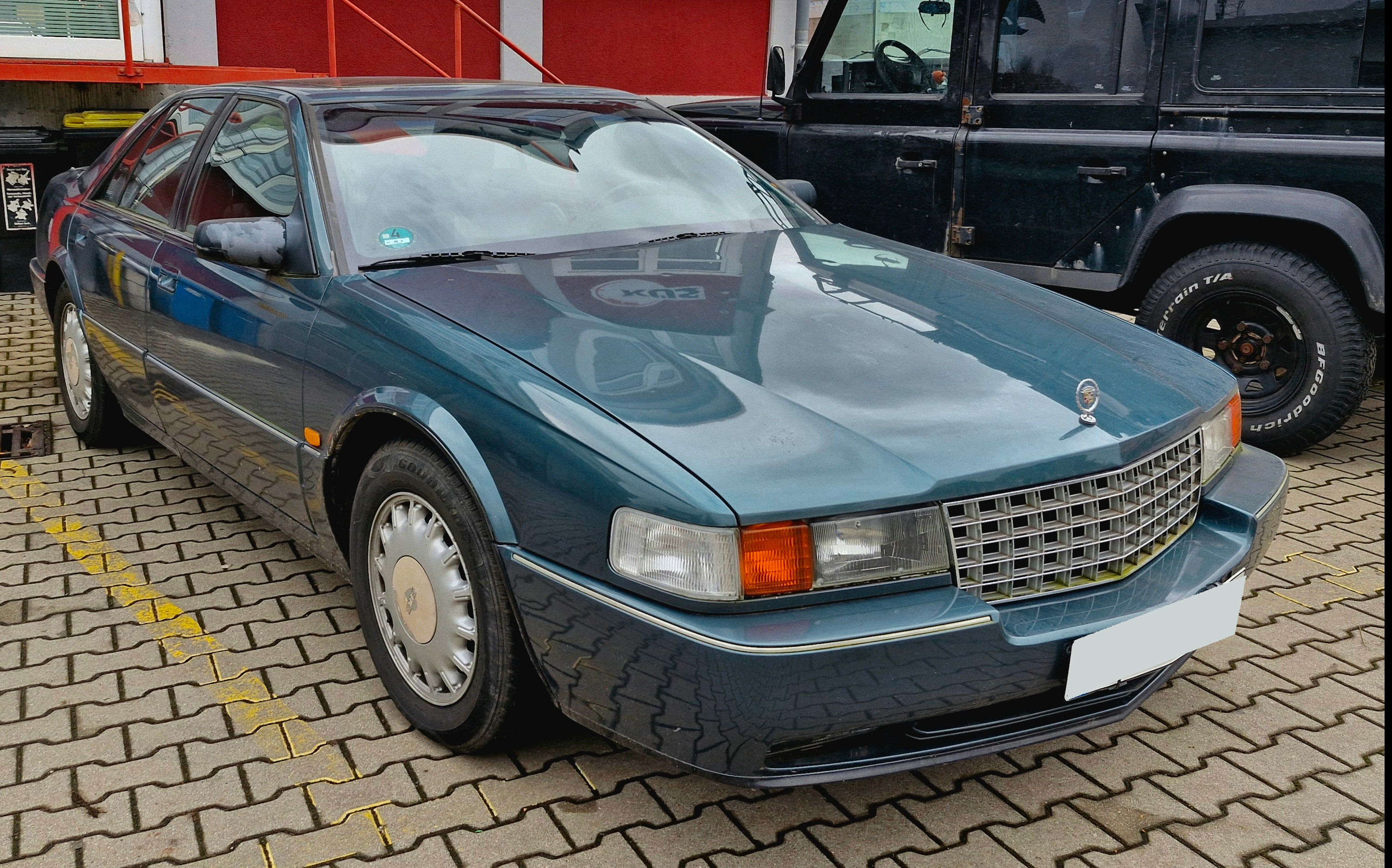
Cadillac Seville (1991–1997, EU-Modell)
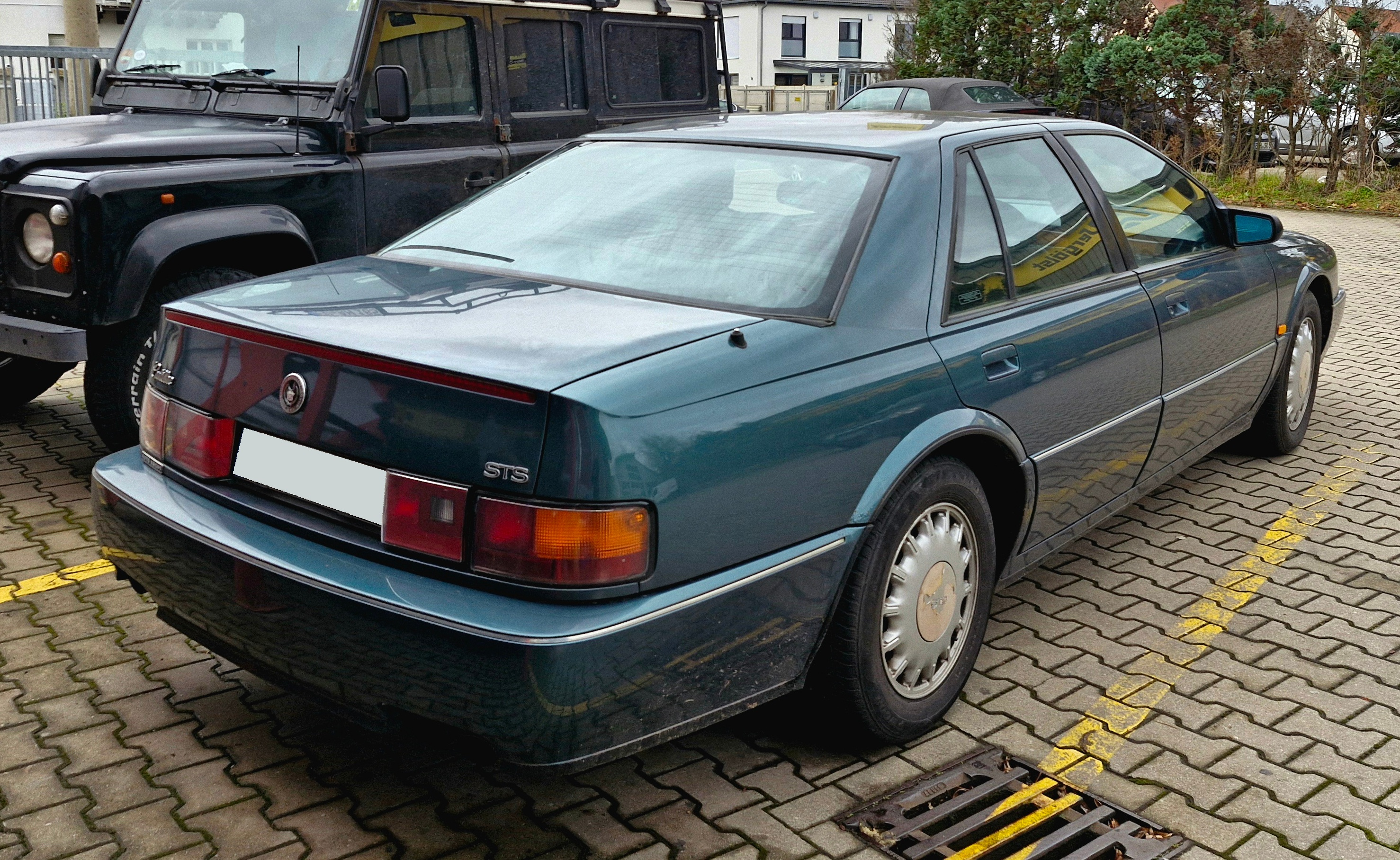
Heckansicht
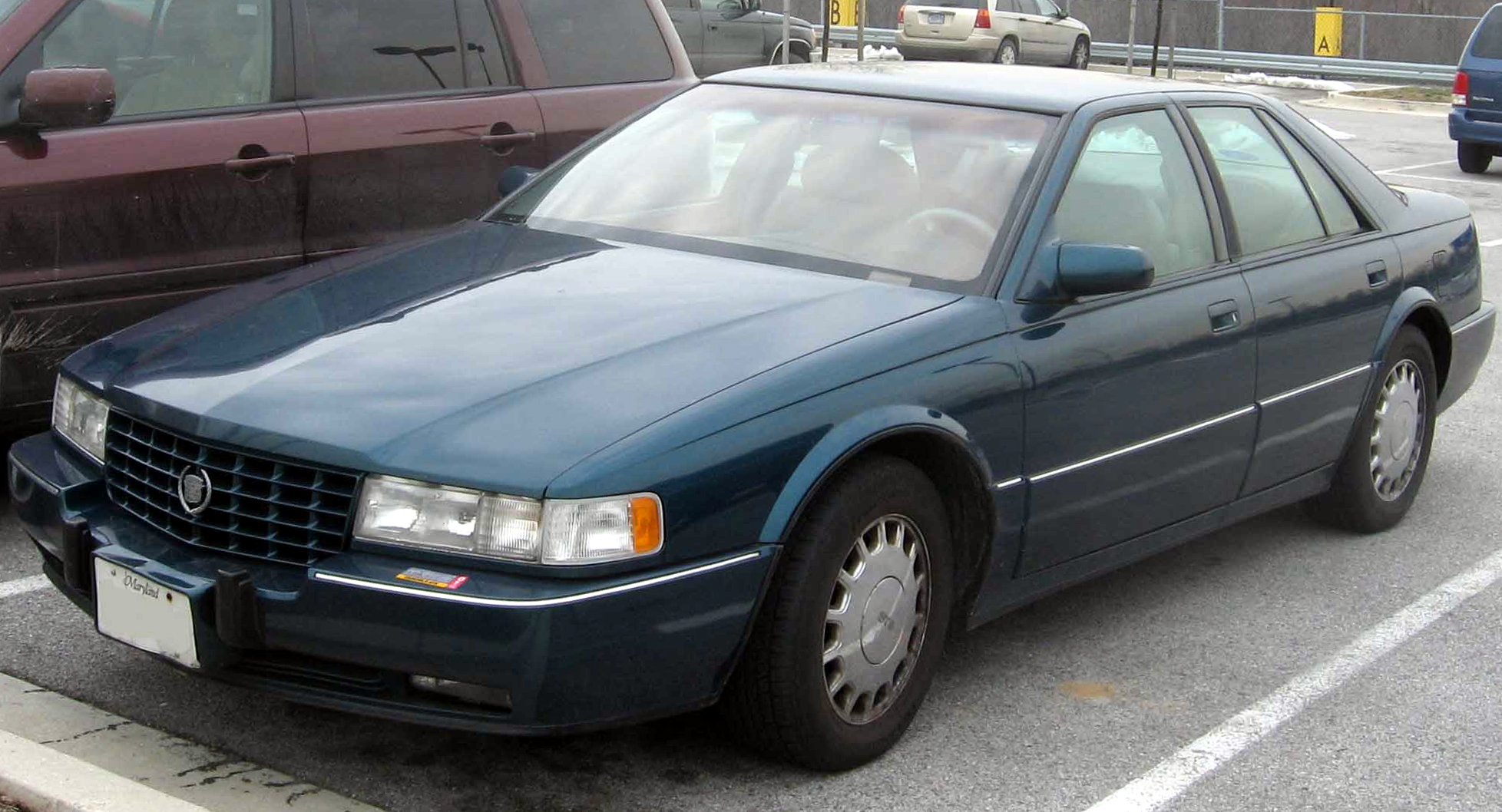
Cadillac Seville (1994–1997)
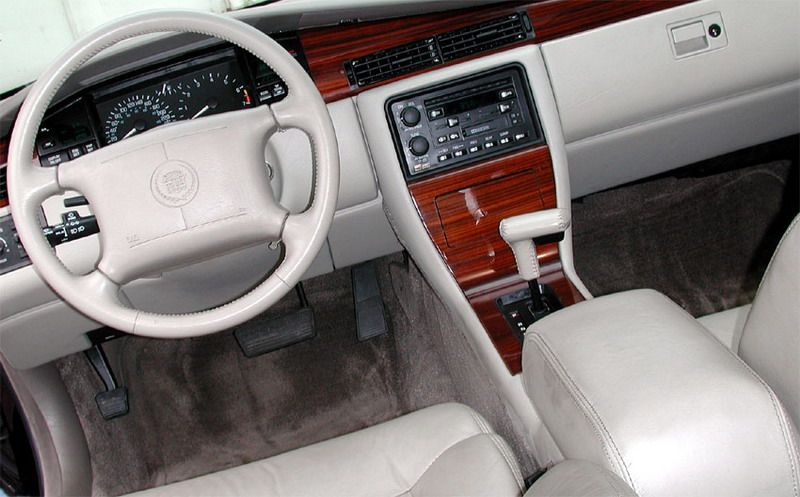
Innenraumansicht (1995)

## Modelljahr 1997–2004
Im Spätsommer 1997 präsentierte Cadillac, formal auf der IAA, einen neuen Seville, der technisch mit dem Oldsmobile Aurora verwandt war. Äußerlich ähnelte das neue Modell stark seinem Vorgänger, hatte jedoch Änderungen an Technik und Fahrwerk. Erneut standen ein SLS und ein STS im Angebot, die eine maximale Leistung von 205 kW bzw. 224 kW hatten. Das Fahrzeug basierte auf der G-Plattform von General Motors. Von Anfang an erhielten beide Seville-Modelle das aktive Fahrwerk Magneticride.
Die Fertigung des STS wurde im Mai 2003 eingestellt, während die des SLS im Dezember 2003 endete. Der Produktionsort war das GM-Werk Detroit-Hamtramck. Sein Nachfolger war der von Frühjahr 2005 bis Mitte 2011 hergestellte Cadillac STS mit Hinterradantrieb.